# آلنیلام
آلنیلام (انگلیسی: Alnylam) شرکت داروسازی آمریکایی است، که در سال ۲۰۰۲ تأسیس شد.